# Alban Lafont
Alban-Marc Lafont (Ouagadougou, 23 gennaio 1999) è un calciatore burkinabé naturalizzato francese, portiere del Panathīnaïkos, in prestito dal Nantes.
Nel 2016 è stato inserito nella lista dei migliori sessanta calciatori nati nel 1999 stilata da The Guardian.

## Caratteristiche tecniche
Portiere dal fisico longilineo, dotato di grande reattività fra i pali, si disimpegna bene sia nelle uscite alte che nelle prese a terra ed è abile a giocare il pallone con i piedi. Per caratteristiche, oltre che nell'aspetto fisico, ricorda il suo connazionale Alphonse Areola.

## Carriera

### Club

#### Tolosa
Nato in Burkina Faso da padre francese e madre burkinabé, Lafont si trasferisce in Francia all'età di nove anni. Le prime parate le fa per il club del Lattes; proprio durante la militanza in questa squadra, nel 2014, viene notato dagli scout del Tolosa, che decidono di portarlo tra le proprie file. Nel settore giovanile del club francese si mette fin da subito in grande evidenza al punto di entrare a far parte del giro delle nazionali minori transalpine.
La permanenza nelle giovanili del club è breve poiché il 28 novembre 2015, all'età di 16 anni, 10 mesi e 5 giorni, dopo aver dapprima esordito con la seconda squadra del Tolosa, fa anche il suo debutto nella Ligue 1, massimo campionato francese: scende in campo, da titolare, nella vittoria casalinga per 2-0 contro il Nizza, riuscendo anche a mantenere la porta inviolata. Tale esordio, voluto fortemente dal tecnico Dominique Arribagé, ne fa il più giovane debuttante nella storia della Ligue 1. Le sue successive buone prestazioni gli permettono di diventare il portiere titolare del Téfécé. Conclude la sua prima stagione tra i professionisti con un bottino di 24 presenze nelle quali subisce 27 reti.
Il 25 aprile 2018 disputa la sua centesima partita con indosso la maglia del Tolosa, in occasione della trasferta pareggiata, per 0-0, contro il Caen. Conclude la stagione con 42 presenze subendo 60 reti.

#### Fiorentina
Il 2 luglio 2018 viene acquistato dal club italiano della Fiorentina, con cui firma un contratto quinquennale. L'esordio arriva il 26 agosto successivo in occasione della vittoria casalinga, per 6-1, contro il Chievo. Colleziona 38 presenze tra campionato e Coppa Italia.

#### Nantes
Dopo una sola stagione in Italia, il 29 giugno 2019 fa il suo ritorno in Francia al Nantes, in prestito con diritto di riscatto e contro-riscatto entro il 2021.
Quest'ultimo viene esercitato alla fine della stagione 2020-2021, con Lafont che si aggrega a titolo definitivo al Nantes.
L'8 settembre 2022 debutta nelle competizioni confederali, in occasione della gara casalinga di UEFA Europa League vinta per 2-1 sull'Olympiacos; mentre il 23 ottobre in occasione della gara di campionato contro il Nizza pareggiata 1-1 riceve il suo primo cartellino rosso.
Nell'avvio della stagione successiva, in occasione della prima giornata di campionato contro il Tolosa, subisce un grave infortunio a seguito di un contrasto con il calciatore avversario Zakaria Aboukhlal, riportando la frattura di una costola e uno pneumotorace. Torna a giocare titolare in occasione del derby bretone contro il Rennes, perso 3-1.
Dopo essere stato il portiere titolare del Nantes per diverse stagioni, durante la fase iniziale della stagione 2024-2025, a partire dal novembre 2024 Lafont perde il proprio posto nell'undici iniziale a seguito di contrasti con l'allenatore Antoine Kombouaré. Retrocesso nelle gerarchie tecniche, viene scavalcato dai nuovi acquisti Patrik Carlgren e Anthony Lopes.
Il 22 febbraio 2025 fa il suo ritorno in campo con la squadra riserve, militante in Championnat National 3, in occasione del pareggio per 1-1 contro il Panazol. Rimasto aggregato alla squadra riserve fino al termine della stagione, non riesce a riconquistare un ruolo di rilievo nemmeno dopo l'avvicendamento tecnico che porta in panchina il portoghese Luís Castro. 

#### Panathīnaïkos
Il 17 luglio 2025 viene ufficializzata la sua cessione in prestito secco al Panathīnaïkos, formazione del massimo campionato greco, dove ritrova l'ex compagno Pedro Chirivella, trasferitosi nello stesso club durante la medesima sessione di mercato.

### Nazionale

#### Nazionali giovanili
Nel 2017 viene convocato dal CT francese Ludovic Batelli per i Mondiali Under-20 in Corea del Sud: scende in campo in un match della fase a gironi e nell'ottavo di finale perso 1-2 contro l'Italia. Partecipa da titolare al 2019 dove la Francia esce agli ottavi.

#### Nazionale maggiore
Il 19 settembre 2022, dato il forfait per infortunio di Hugo Lloris, viene convocato per la prima volta in nazionale maggiore in vista di due sfide di UEFA Nations League.

## Statistiche

### Presenze e reti nei club
Statistiche aggiornate al 17 luglio 2025.
| Stagione        | Squadra         | Campionato      | Campionato | Campionato | Coppe nazionali | Coppe nazionali | Coppe nazionali | Coppe continentali | Coppe continentali | Coppe continentali | Altre coppe | Altre coppe | Altre coppe | Totale | Totale |
| Stagione        | Squadra         | Comp            | Pres       | Reti       | Comp            | Pres            | Reti            | Comp               | Pres               | Reti               | Comp        | Pres        | Reti        | Pres   | Reti   |
| --------------- | --------------- | --------------- | ---------- | ---------- | --------------- | --------------- | --------------- | ------------------ | ------------------ | ------------------ | ----------- | ----------- | ----------- | ------ | ------ |
| 2015-2016       | Tolosa          | L1              | 24         | -27        | CF+CdL          | 0+0             | 0+0             | -                  | -                  | -                  | -           | -           | -           | 24     | -27    |
| 2016-2017       | Tolosa          | L1              | 36         | -41        | CF+CdL          | 1+1             | -2 + 0          | -                  | -                  | -                  | -           | -           | -           | 38     | -43    |
| 2017-2018       | Tolosa          | L1              | 38         | -54        | CF+CdL          | 1+3             | 0 + -6          | -                  | -                  | -                  | -           | -           | -           | 42     | -60    |
| Totale Tolosa   | Totale Tolosa   | Totale Tolosa   | 98         | -122       |                 | 6               | -8              |                    | -                  | -                  |             | -           | -           | 104    | -130   |
| 2018-2019       | Fiorentina      | A               | 34         | -40        | CI              | 4               | -6              | -                  | -                  | -                  | -           | -           | -           | 38     | -46    |
| 2019-2020       | Nantes          | L1              | 27         | -29        | CF+CdL          | 2+0             | -4 + 0          | -                  | -                  | -                  | -           | -           | -           | 29     | -33    |
| 2020-2021       | Nantes          | L1              | 38+2       | -55 + -2   | CF              | 0               | -0              |                    | -                  | -                  | -           | -           | -           | 40     | -57    |
| 2021-2022       | Nantes          | L1              | 38         | -48        | CF              | 1               | 0               |                    | -                  | -                  | -           | -           | -           | 39     | -48    |
| 2022-2023       | Nantes          | L1              | 37         | -54        | CF              | 2               | -5              | UEL                | 8                  | -15                | SF          | 1           | -4          | 48     | -78    |
| 2023-2024       | Nantes          | L1              | 28         | -43        | CF              | 2               | -2              | -                  | -                  | -                  | -           | -           | -           | 30     | -45    |
| 2024-2025       | Nantes          | L1              | 12         | -19        | CF              | 0               | 0               | -                  | -                  | -                  | -           | -           | -           | 12     | -19    |
| Totale Nantes   | Totale Nantes   | Totale Nantes   | 182        | -250       |                 | 7               | -11             |                    | 8                  | -15                |             | 1           | -4          | 198    | -280   |
| feb.-giu. 2025  | Nantes 2        | N3              | 6          | -5         | -               | -               | -               | -                  | -                  | -                  | -           | -           | -           | 5      | -5     |
| 2025-2026       | Panathīnaïkos   | SL              | 0          | 0          | CG              | 0               | 0               | UCL                | 0                  | 0                  | -           | -           | -           | 0      | 0      |
| Totale carriera | Totale carriera | Totale carriera | 319        | -417       |                 | 17              | -25             |                    | 8                  | -15                |             | 1           | -4          | 345    | -461   |

## Palmarès

### Competizioni nazionali
- Coppa di Francia: 1

Nantes: 2021-2022